# Calyptranthes luetzelburgii
Calyptranthes luetzelburgii är en myrtenväxtart som beskrevs av Karl Ewald Maximilian Burret och Philipp von Luetzelburg. Calyptranthes luetzelburgii ingår i släktet Calyptranthes och familjen myrtenväxter. Inga underarter finns listade i Catalogue of Life.